# Пеле (футбольный клуб)
«Пеле»— ныне несуществующий российский футбольный клуб из Москвы.

## История
В 1980-е годы выступал в любительских соревнованиях как команда Такелажно-монтажной конторы № 1 Моспогруза (ФК ТМК), представлял Ждановский район Москвы. В 1985 году стал финалистом чемпионата Москвы среди районов, уступив в финальном матче команде Автобазы московской конторы Госбанка (Люблинский район) — 1:1, 4:5-пен. В 1987 году одержал победу в Кубке Москвы, победив в решающем матче команду Ворошиловского района 1:0. В этот период домашним полем был стадион Станколинии. Главным тренером с середины 1980-х годов работал Алексей Беленков.
В 1992 году команда была переименована в «Пеле», получила профессиональный статус и заявилась в московскую зону второй лиги России. Главным тренером оставался Алексей Беленков, ему помогали в качестве играющих тренеров Раис Гильманов и вратарь Андрей Батов. Тренером-консультантом числился Константин Бесков, также в руководство команды входил Владимир Коротков. Домашними стадионами в 1992 году были «Металлист» (Калининград) и «Крылья Советов» (Москва).
По итогам сезона команда заняла пятое место в зональном турнире и второе среди всех московских команд, уступив только дублю «Спартака». Самая крупная победа была одержана над подольским «Кинотавром» 10:0, самые крупные поражения команда потерпела от мытищинского «Торпедо» и люберецкого «Торгмаша» (0:3). Нападающий «Пеле» Михаил Марьюшкин стал лучшим бомбардиром турнира с 26 голами.
По окончании сезона 1992 года команда была расформирована.

## Статистика выступлений
| Год  | Лига        | Место | В  | Н  | П | Голы  | Очки | Бомбардиры     | Кубок |
| ---- | ----------- | ----- | -- | -- | - | ----- | ---- | -------------- | ----- |
| 1992 | Вторая лига | 5     | 20 | 12 | 8 | 64-35 | 52   | Марьюшкин — 26 | 1/32  |

## Выступления в Кубках России
| Сезон     | Дата           | Раунд | Счёт               | Соперник                |
| --------- | -------------- | ----- | ------------------ | ----------------------- |
| 1992/1993 | 18 апреля 1992 | 1/256 | +:-                | Заря (Калуга)           |
| 1992/1993 | 02 мая 1992    | 1/128 | 3:0                | Турбостроитель (Калуга) |
| 1992/1993 | 13 июня 1992   | 1/64  | 1:1 д.в., пен. 3:2 | Энергомаш (Белгород)    |
| 1992/1993 | 23 июля 1992   | 1/32  | 0:2                | Арсенал (Тула)          |